# NGC 2033
NGC 2033 је расејано звездано јато у сазвежђу Златна риба које се налази на NGC листи објеката дубоког неба.
Деклинација објекта је - 69° 46' 48" а ректасцензија 5h 34m 30,6s. Привидна величина (магнитуда) објекта NGC 2033 износи 11,6. NGC 2033 је још познат и под ознакама ESO 56-SC157.